# Пират Морган (фильм)
«Пират Морган» — итало-французский приключенческий фильм 1960 года о жизни пирата Генри Моргана.

## Сюжет
XVII век. Испанскому могуществу у берегов Южной и Центральной Америки бросают вызов английские и французские пираты.
Молодой Генри Морган, как и в реальной жизни, прибывает в Панаму в поисках сокровищ и приключений. Вместо этого он оказывается в рабстве и работает на плантациях. Там он влюбился в дону Инес, дочь надменного плантатора. Девушка не смогла устоять перед англичанином. В наказание Моргана отправили на камбуз испанского судна. Он бежит и становится пиратом. В конце концов Морган нашёл свою любимую, разрушив при этом большую часть Панамы.

## Актёры
- Стив Ривз — Генри Морган
- Валери Лагранж — дона Инес
- Иво Гаррани — губернатор дон Хосе Гусман
- Лидия Альфонси — дона Мария
- Джулио Бозетти — сэр Томас Модифорд
- Анжело Дзанолли — Дэвид
- Джордж Ардиссон — Уолтер
- Дино Малакрида — герцог
- Анита Тодеско
- Арман Местраль — Л’Олоне
- Чело Алонсо — Консепсьон
- Джованни Чанфрилья — помощник работорговца
- Вериано Дженези — пират
- Альдо Пини — пират
- Миммо Поли — пират

## Съёмочная группа
- Режиссёры — Андре Де Тот, Примо Дзелио
- Сценаристы — Филиппо Санджюст, Андре Де То, Примо Цельо
- Оператор — Тонино Делли Колли
- Композитор — Франко Маннино
- Продюсер — Джозеф Э. Ливайн